# Šalgočka
Šalgočka (en húngaro: Salgócska) es un municipio del distrito de Galanta en la región de Trnava, Eslovaquia, con una población estimada a final del año 2024 de 472 habitantes.
Se encuentra ubicado en el centro-sur de la región, en la depresión danubiana y cerca del río Váh (cuenca hidrográfica del Danubio) y de la región de Bratislava.

## Demografía
| Año        | 1994 | 2004     | 2014    | 2024    |
| ---------- | ---- | -------- | ------- | ------- |
| Población  | 381  | 444      | 456     | 472     |
| Diferencia |      | +16,53 % | +2,70 % | +3,50 % |

| Año        | 2023 | 2024    |
| ---------- | ---- | ------- |
| Población  | 470  | 472     |
| Diferencia |      | +0,42 % |